# Tomaso Antonio Vitali
Tomaso Antonio Vitali (Bologna, 7 marzo 1663 – Modena, 9 maggio 1745) è stato un violinista e compositore italiano del periodo barocco.

## Biografia
Figlio di Giovanni Battista Vitali, che fu tra i fondatori dell'Accademia Filarmonica di Bologna, entrò nell'orchestra della corte estense di Modena nel 1675 per diventarne direttore nel 1707. Virtuoso del violino e buon insegnante, formò valenti violinisti (tra i suoi allievi spiccano Evaristo Dall'Abaco e Jean-Baptiste Senaillé).
Pubblicò quattro raccolte di sonate a due e tre da camera o da chiesa, che seguono lo stile di Arcangelo Corelli e del padre.
Gli viene attribuita la celebre ciaccona in sol minore per violino e basso continuo.

## Opere
- Sonate à tre, doi violini, violoncello col basso per l'organo, Op.1 (Modena, 1693)
- Sonate à doi violini col basso per l'organo, Op. 2 (Modena, 1693)
- Sonate à tre da camera, Op. 3 (Modena, 1695)
- Concerto di Sonate à violino, violoncello e cembalo, Op. 4 (Modena, 1701)
- Una sonata per 2 violini e basso in una raccolta d'epoca
- Ciaccona in sol minore per violino e basso continuo

## Discografia
- Tomaso Antonio Vitali: Twelve Trio Sonatas Op. 1; Semperconsort, Luigi Cozzolino e Luca Giardini violini, Bettina Hoffmann violoncello, Gianluca Lastraioli tiorba e chitarra, Andrea Perugi organo e cembalo; 2006 Naxos 8.570182